# Whitey Mitchell
Whitey Mitchell (22. února 1932, Hackensack, New Jersey, USA – 17. ledna 2009, Palm Springs, Kalifornie) byl americký jazzový kontrabasista, mladší bratr kontrabasisty Reda Mitchella. 
Nejprve hrál na klarinet a tubu, ale později přešel ke kontrabasu. Studoval na Syracuské univerzitě a následně začal působit na newyorské jazzové scéně. Během své kariéry spolupracoval s mnoha dalšími hudebníky, mezi něž patří například Herbie Mann, Oscar Pettiford, Buck Clayton a Jimmy Raney. Rovněž se věnoval psaní scénářů a scenáristiku také vyučoval na Kalifornské univerzitě v Los Angeles.